# Steven Gaughan
Steven Edward Gaughan (sinh ngày 14 tháng 4 năm 1970 ở Doncaster, Nam Yorkshire, Anh) là một cầu thủ bóng đá người Anh thi đấu ở vị trí tiền vệ cho nhiều câu lạc bộ ở Football League. Khi ở Chesterfield ông có hành trành vào đến bán kết Cúp FA 1997, khi vào sân từ ghế dự bị ở thắng lợi trận tứ kết trước Wrexham. Tuy nhiên, ông không được ra sân trong trận bán kết, và Chesterfield thất bại trước Middlesbrough sau trận đá lại.